# Melomys burtoni
Espèce
Synonymes
- Melomys australius Thomas, 1924[2]
- Melomys callopes Finlayson, 1943[2]
- Melomys cervinipes albiventer Kellogg, 1945[2]
- Melomys littoralis insulae Troughton & Le Souef, 1929[2]
- Melomys mixtus Troughton, 1935[2]
- Mus burtoni Ramsay, 1887[2]
- Uromys littoralis Lönnberg, 1916[2]
- Uromys lutillus Thomas, 1913[2]
- Uromys melicus Thomas, 1913[2]
- Uromys murinus Thomas, 1913[2]

Statut de conservation UICN

 LC  : Préoccupation mineure
Melomys burtoni est une espèce de rongeurs de la famille des Muridae. 

## Répartition et habitat
Elle est présente en Indonésie, en Papouasie-Nouvelle-Guinée et en Australie. Elle vit dans les prairies, les zones boisées ouvertes, les clairières des forêts tropicales humides, les marais et les mangroves.